# Alchemilla saxatilis
Alchemilla saxatilis es una especie de planta fanerógama de la familia Rosaceae.

## Descripción
Hierba perenne con rizoma leñoso. Tallos erectos unas 3 veces más largos que las hojas. Hojas compuestas, palmeadas, con 5 hojuela elípticas de color verde oscuro, glabras por la cara superior, dentadas en la parte superior de los bordes. Flores dispuestas en pequeños glomérulos; perianto reducido a 4(-5) pequeños sépalos amarillentos; 4(-5) estambres; ovario situado por debajo del resto de las piezas florales. Fruto en aquenio. Florece desde finales de primavera y en el verano.
Hábitat
Frecuente en repisas y fisuras de rocas.
Distribución
Montañas de Francia, España, Suiza